# デスペレート・リビング
『デスペレート・リビング』（原題: Desperate Living）は、1977年に製作されたアメリカ合衆国の映画。ジョン・ウォーターズ監督によるコメディ映画。日本では、劇場未公開。 

## キャスト
- ペギー：ミンク・ストール
- モフィ：リズ・レネー
- グリゼルダ：ジーン・ヒル
- 女王カーロッタ：エディス・マッセイ
- 姫君ククー：メアリー・ビビアン・ピアス
- モール：スーザン・ロウ